# Імідж
І́мідж (від англ. image) — образ або враження, створене людиною чи компанією. Термін також може стосуватися іміджу, сформованого людьми, які спостерігають за особою чи компанією. Поняття іміджу описує явища, подібні до бренду, які компанія намагається створити для свого продукту, щоб відрізнити його від інших продуктів, і до нього можна прив’язати деякі попередні очікування, наприклад, високу якість. Близьким поняттям іміджу є також репутація. Це відноситься до комплексної оцінки того, що компанія своєю діяльністю або продукцією викликає у людей.

## Опис
Термін вперше з'явився у 1806 році в словнику Ноя Вебстера як 
штучна імітація або подання зовнішньої форми будь-якого об'єкта, особливо особи.
Зв'язки з громадськістю трактують імідж як мислене уявлення про людину, товар чи інститут, що спрямовано формується у масовій свідомості за допомогою засобів масової інформації.
Імідж — це позитивний результат довгої спільної праці керівництва і персоналу фірми. Імідж складається з зовнішнього образу (одягу і речей, міміки, поз і жестів) та внутрішнього образу, який неможливо побачити, але який відчувається і дуже впливає на сприйняття людини оточенням (вміння правильно будувати спілкування, позитивні якості особистості, вміння розуміти людей і вміння справляти враження).
Імідж — це знакові характеристики, в яких наявні й форма, й зміст. Імідж, як багатогранне явище, що відбиває і сутнісні, і зовнішні сторони. Ми запам'ятовуємо саму форму, яка потім посилає нас на подальший змістовні характеристики самого іміджу.
Найбільш впливовими, як для іміджу, є візуальні характеристики. Як правило, ми не встигаємо углиблюватись в знання і деталізувати інформацію про кожну людину, з якою маємо діло. Візуальний імідж, який люди створюють самі, ми помічаємо в першу чергу. Тіло, поза, одяг нам надають масу інформації ще до того, як людина до нас заговорить.
Загалом, імідж досі не перестає існувати через те, що ми ж самі на нього реагуємо позитивно. Це так зване культивування потрібних реакцій. Обидві сторони породжують типи поведінки, в яких самі зацікавлені. При цьому, ніхто не створює собі негативні або конфліктні іміджі. Звичайно, трапляються випадки агресивних іміджів, але вони слугують звичайною сценічною приманкою.
Побудова іміджу ведеться відповідно до одного із законів пропаганди, який говорить про те, що немає сенсу витрачати гроші на руйнування стереотипу, а варто будувати новий стереотип, який заснований на старому. Імідж і є новим стереотипом.

## Об'єкти іміджу
Імідж людини — це думка про цю людину у групи людей в результаті сформованого в їхній психіці образу цієї людини, що виникла унаслідок прямого їхнього контакту з цією людиною або унаслідок отриманої про цю людину інформації від інших людей;
Імідж фірми — це думка про дану організацію у групи людей на основі сформованого у них образу цієї фірми;
Імідж товару — це думка про даний товар у групи людей на основі образу даного товару, що виник або при покупці, використанні цього товару особисто, або на основі думки про цей товар інших людей.
Імідж об'єкта — це ставлення раціонального або емоційного характеру до об'єкта (людини, предмета, системи), що виникає у психіці групи людей на основі образу. Сформованого в результаті сприйняття ними тих чи інших характеристик даного об'єкта.
Діловий імідж (напр., політичний) спеціально проектується в інтересах людини або фірми з урахуванням особливостей діяльності та зовнішніх якостей.

## Функції іміджу
- пізнавальна (інформаційна),
- номінативна,
- естетична,
- адресна.

## Ознаки іміджу
- Імідж спрощений у порівнянні з об'єктом, але одночасно підкреслює його специфічність та оригінальність.
- Імідж є конкретним, але і гнучкий. Він постійно адаптується і підлаштовується під певні ситуації.
- Імідж в певній мірі відповідає рекламованому об'єкту і разом з цим ідеалізує його.
- Імідж пов'язаний з прообразом, але живе за власними законами згідно з панівною духовною орієнтацією свідомості

## Види іміджу
- за об'єктом зображення:
  - імідж товару (предметний)
  - імідж людини: персональний, груповий (корпоративний), дзеркальний, бажаний, цільовий, демонстративний, поточний)
- за способом подачі:
  - контактний
  - дистантний
- за структурою:
  - множинний (декілька уявлень про єдиний образ)
  - єдиний цілісний;

## Іміджмейкінг
Іміджмейкінг (англ. image making — створення іміджу) — застосування різних технологій, маніпуляцій, методів просування, які застосовуються для формуванню бажаного іміджу об'єкта (особи, товару, послуги і т. д.). Іміджмейкінг — це одна з гілок такої науки як іміджелогія — це вчення про теоретичині та практичні засади формування іміджу.
Іміджмейкінг позиціонується не тільки як система знань про формування іміджу, а також як саме процес розробки комплексу заходів для постановки образу. У науковій літературі цю науку іноді називають комунікативною технологією.
Фахівець з формування іміджу — іміджмейкер.
Формувати можна як позитивний, так і негативний імідж, це залежить від побажань замовника послуги іміджмейкера.